# Johann Georg Daniel Arnold

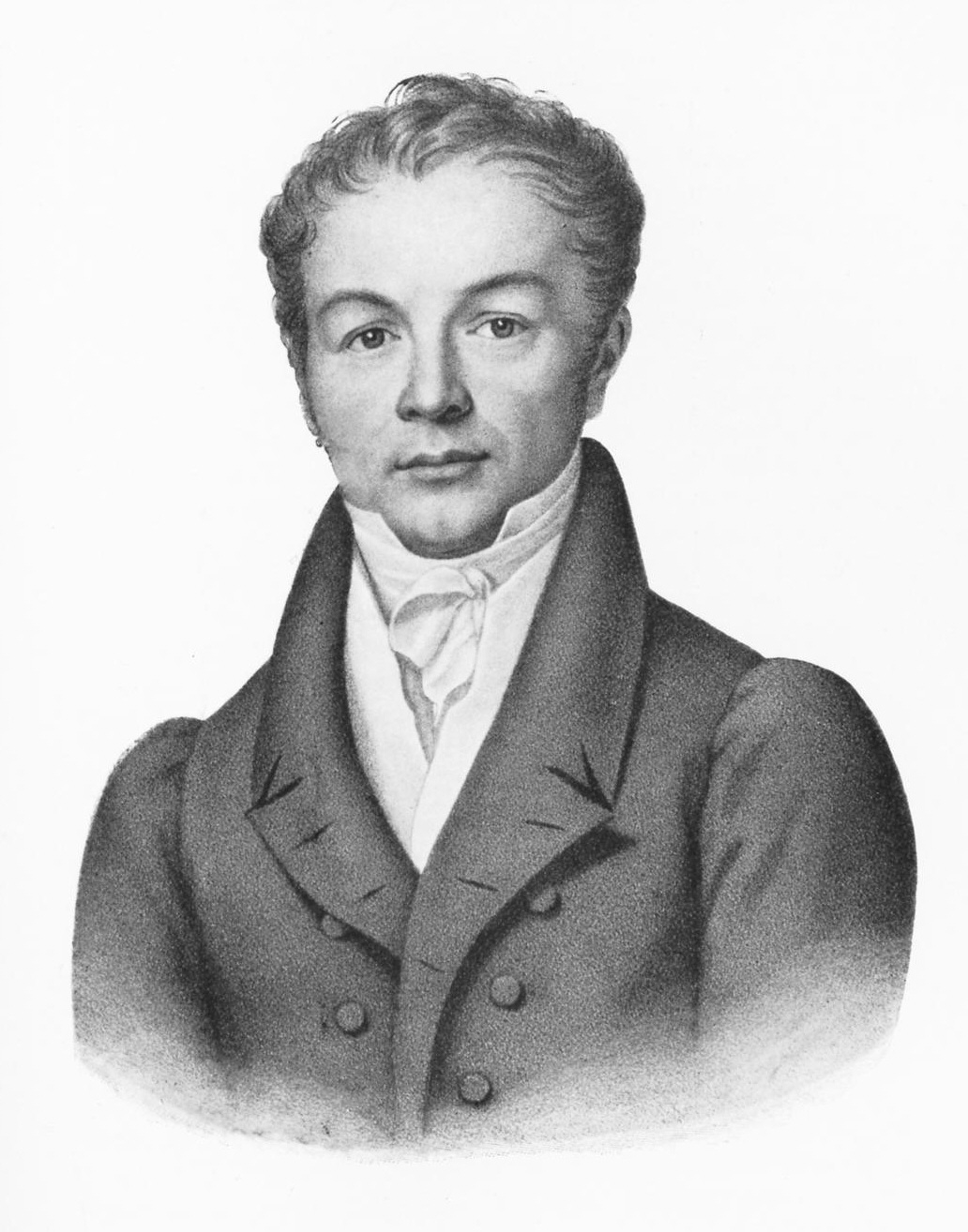
Johann Georg Daniel Arnold

Johann Georg Daniel Arnold (* 18. Februar 1780 in Straßburg; † 18. Februar 1829 ebenda) war ein elsässischer Jurist und Schriftsteller.

## Leben
Arnold wurde als Sohn eines Küfermeisters geboren. Seine Mutter verstarb sehr früh. Ab 1787 besuchte Arnold das Gymnasium in Straßburg. Durch die Französische Revolution verarmte die Familie und er verdingte sich ab 1795 als Schreiber im Kriegsbureau des Départements Bas-Rhin.
Nach den Revolutionswirren errichteten Braun, Herrnschneider, Johann Schweighäuser, der Jurist Christoph Wilhelm von Koch, der Pädagoge Johann Friedrich Oberlin und die Theologen Jean Laurent Blessig und Isaak Haffner in Straßburg die Protestantische Akademie, eine Art freie Universität, an der von den Schülern kein Schulgeld erhoben wurde. 1798, ein Jahr nach seines Vaters Tod, besuchte Arnold diese private Hochschule.
Von 1801 bis 1803 studierte Arnold Jura und Geschichte an der Universität Göttingen. In diese Zeit fiel auch eine Studienreise nach Berlin, Hamburg und Dresden. Auf der Rückreise nach Straßburg besuchte er in Jena Friedrich Schiller und in Weimar Johann Wolfgang von Goethe.
Nach nur kurzem Aufenthalt in Straßburg reiste er weiter nach Paris. Dort besuchte er seinen ehemaligen Lehrer Koch, der inzwischen zu einem Mitglied des Tribunals avanciert war. Von ihm erhoffte sich Arnold eine Professorenstelle an einer der neu entstandenen Hochschulen.
Da Koch ihm nicht behilflich sein konnte, startete Arnold enttäuscht ab Juni 1804 zu einer Italien-Rundreise über Genf, Mailand, Genua und Florenz nach Rom, weiter nach Neapel, Venedig, Turin und zurück nach Paris.
Im April 1806 wurde Arnold per kaiserliches Dekret an der Universität Koblenz Professor für Zivilrecht (Professor des Code civil an der Rechtsschule zu Koblenz). Der Koblenzer Präfekt Adrien de Lezay-Marnésia besorgte Arnold 1809 einen Ruf an die Universität Straßburg. Zuerst bekam Arnold einen Lehrstuhl für Geschichte, 1811 wurde er endlich Professor für römisches Recht.
1818 unternahm Arnold eine Reise nach Großbritannien. 1820 wurde er in das Amt eines Präfektur-Rats und gleichzeitig ins Direktorium der Kirche Augsburgischer Konfession von Frankreich gewählt.
1823 heiratete Arnold die Tochter eines Gutsbesitzers aus Rappoltsweiler (Ribeauvillé) im Oberelsass. Mit ihr hatte er eine Tochter.
Am 18. Februar 1829, an seinem Geburtstag, starb J. G. D. Arnold an einem Schlaganfall in Straßburg. Seine letzte Ruhestätte fand er auf dem Cimetière Saint-Gall in Strasbourg-Koenigshoffen (Sektion 5A-2-15).

## Werk

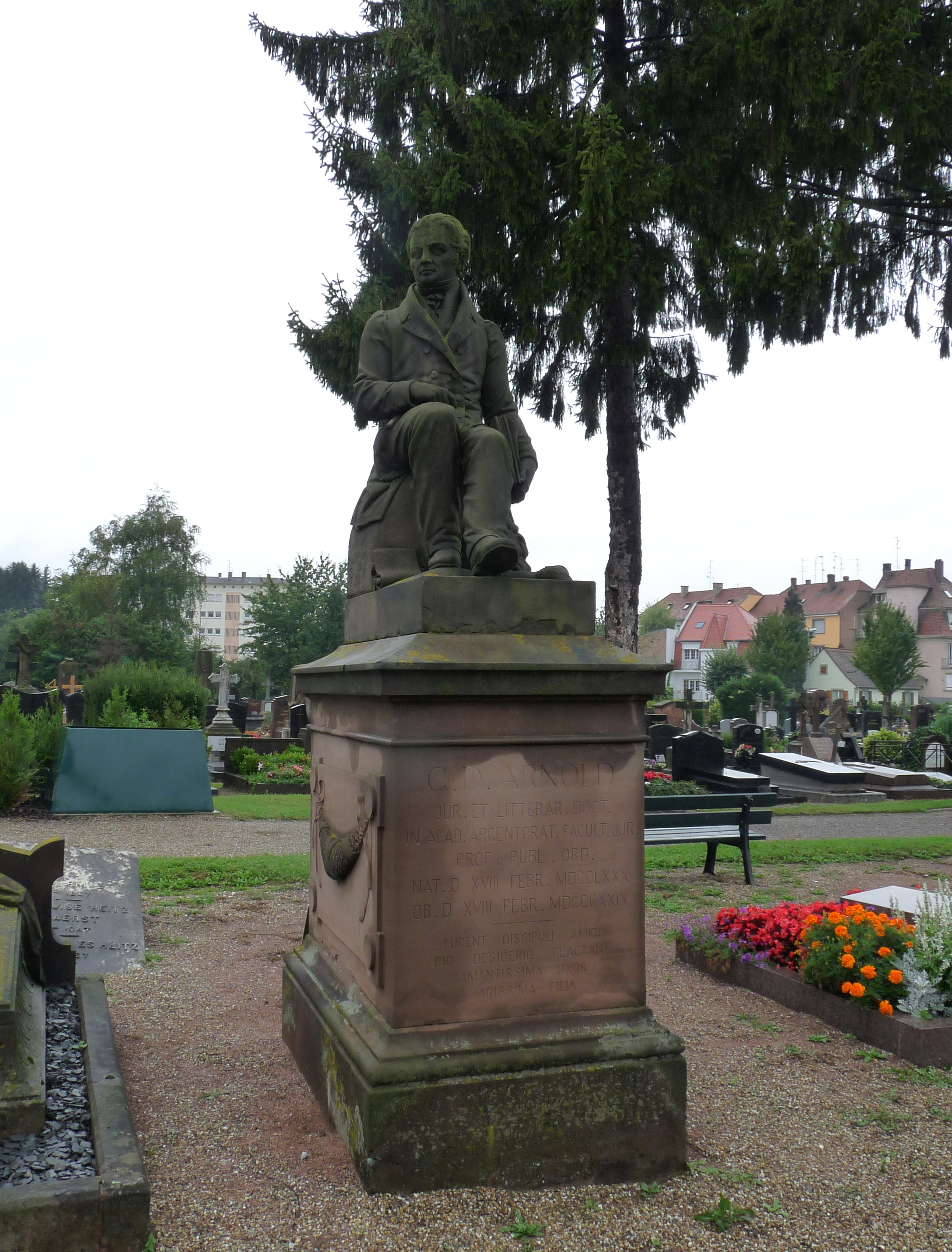
Arnolds Grabdenkmal in Straßburg, Statue von André Friedrich

Besonderes Verdienst erwarb er sich durch sein Werk Elementa juris civilis Justinianei; cum Codice Napoleoneo et reliquis legum codicihus collata (Straßburg und Paris. 1812).
Seine lyrischen Gedichte erheben sich über das Gewöhnliche; das Beste aber leistete er durch sein Lustspiel "Der Pfingstmontag" (Le lundi de la Pentecote), im Straßburger Dialekt (Straßburg, 1816; 2. Auflage mit Illustrationen und vermehrt mit einer Auswahl von Gedichten und Biographie 1850), nach Goethes Urteil ein Werk, das an Klarheit und Vollständigkeit des Anschauens und an geistreicher Darstellung der Einzelheiten wenige seinesgleichen findet.

## Weitere Werke
- Der Pfingstmontag. Lustspiel in Straßburger Mundart in 5 Aufzügen und in Versen. Nebst einem die eigenthümlichen einheimischen Ausdrücke erklärenden Wörterbuche. Treuttel und Würtz, Straßburg 1816. (Digitalisat)
- Elementa iuris civilis Iustinianei cum codice civili et reliquis qui in Francogallia obtinent legum codicibus iuxta ordinem Institutionum collati. Lenormant, Paris 1812. (Digitalisat)